# Veneno (grupo boliviano)
Veneno es una agrupación boliviana de género tropical, formada el 1 de enero de 1997 en La Paz y se mantuvieron activos hasta el 2004. La banda está formada por cinco integrantes, entre ellos Rubén Luna quien es el vocalista del grupo, es una de los grupos más populares de Bolivia que han realizado una serie de giras de conciertos a nivel nacional como también internacional. Se han presentado también en diferentes cadenas de televisión y en radioemisoras, (playback)la canción que les hizo más famoso fue "Dame veneno" de la autoría de Luiggy Luiggy y Karlos Xavier, una de los temas musicales más controvertidos que ha dado mucho que hablar, así también como "Voy a seguir tus pasos", "No se olvida" y entre otros, todos al estilo de género tropical. Después de cinco años, en 2009 la banda se volvió a juntar para lanzar su nuevo álbum titulado "Ya no te ama", promocionando la canción titulada con el mismo nombre del disco, así también "Dejate amar", esta última de género pop. En 2012 lanzan un sencillo titulado "Cunumicita", que lo reeditaron de la versión folclórica del oriente boliviano. La reedición de esta canción contó con la colaboración del arreglista, compositor y productor chuquisaqueño, Eduardo Imbelloni, que realizó una mezcla entre el género folclórico.